# Oospila sarptaria
Oospila sarptaria är en fjärilsart som beskrevs av Heinrich Benno Möschler 1881. Oospila sarptaria ingår i släktet Oospila och familjen mätare. Inga underarter finns listade i Catalogue of Life.